# 기호문화재연구원
기호문화유산연구원은 문화유적에 대한 조사 연구를 활성화하여 이를 통해 한민족의 정통성을 확립하기 위하여 2006년 2월 9일 설립된 문화체육관광부 소관의 재단법인이다. 사무실은 경기도 안성시 대덕면 중앙대학로124에 있다.

## 주요 사업
- 전통문화유산에 관한 학술조사
- 문화유적 분포지도 발간, 지표조사, 발굴조사 등의 학술사업
- 문화유산을 토대로 한 문화콘텐츠 개발 교육사업